# Oneaga, Botoșani
Oneaga este un sat în comuna Cristești din județul Botoșani, Moldova, România.

## Obiective turistice
- Schitul Oneaga - înființat în 1780 de clucerul Neculai Cristescu, desființat în 1862 și reînființat în 1994

 Acest articol despre o localitate din județul Botoșani este deocamdată un ciot. Puteți ajuta Wikipedia prin completarea lui.